# DR-DOS
DR-DOS utvecklades av Digital Research och är ett textbaserat operativsystem för Intel 8086 familjen av processorer. Dess ursprung ligger i CP/M86 som gjordes mer kompatibel med DOS och bytte namn på 1980-talet för att spegla den utvecklingen.